# Konståret 1891

## Händelser

### Okänt datum
- Konstnärsgruppen Les Nabis bildas i Frankrike
- Henri Matisse påbörjar sina studier vid Académie Julian.
- Korrespondensen mellan Marie Bashkirtseff och Gustave Flaubert publiceras.
- Den Frie Udstilling inleder sin årliga utställningverksamhet

## Verk

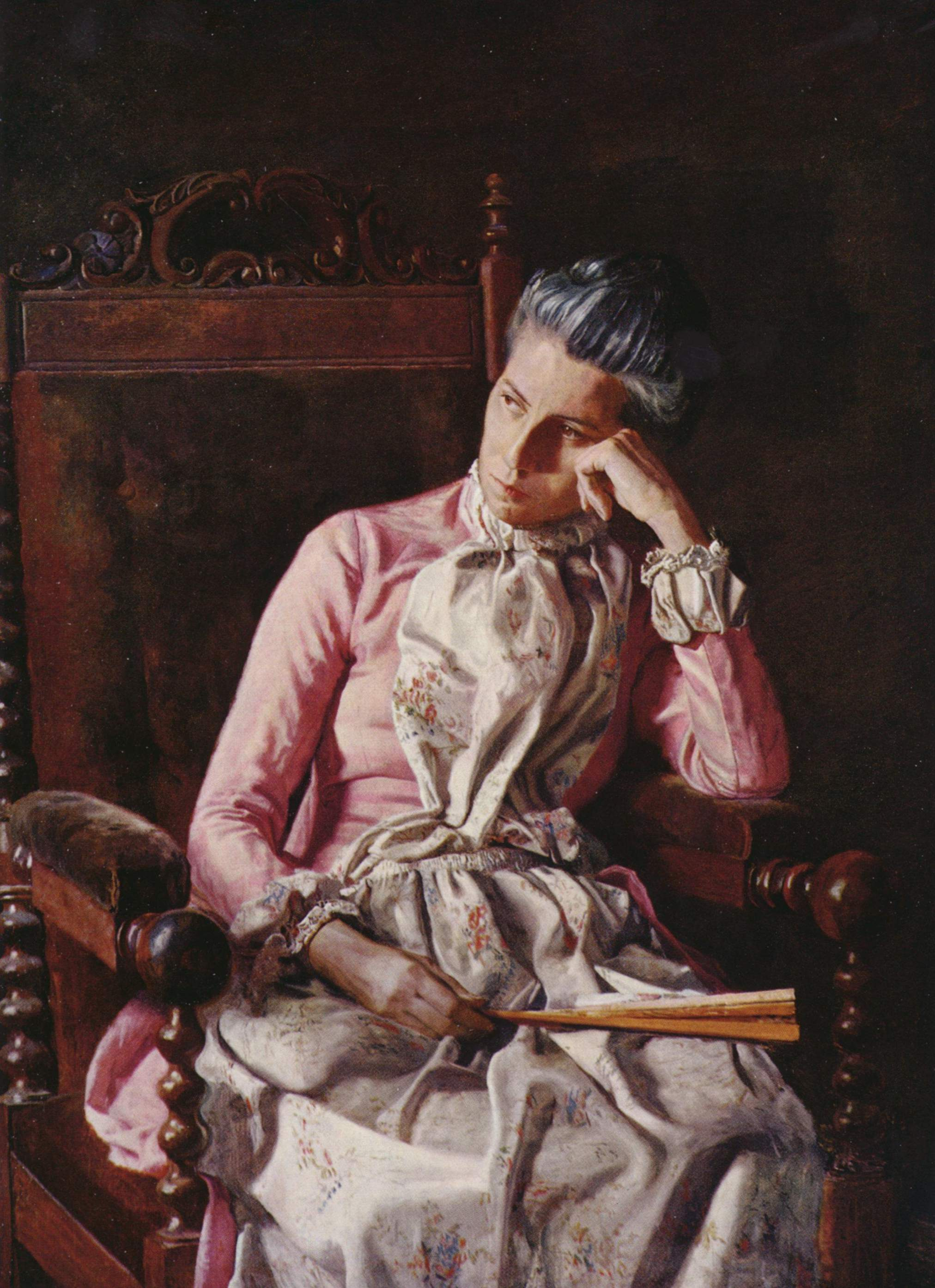
Thomas Eakins tavla Amelia Van Buren målades 1891 (Phillips Collection, Washington, D.C.).

- Georges Seurat - Le Cirque (Musée d’Orsay, Paris).
- Thomas Eakins - Amelia Van Buren (Phillips Collection, Washington, D.C.).

## Födda
- 27 januari – Wilhelm Morgner (död 1917), tysk bildkonstnär.
- 21 februari - Gideon Börje (död 1965), svensk konstnär och målare.
- 3 mars - Vangjush Mio (död 1957), albansk målare.
- 2 april - Max Ernst (död 1976), tysk konstnär.
- 20 april - Hilding Linnqvist (död 1984), svensk tecknare, grafiker och monumentalmålare.
- 8 juni - Audrey Munson (död 1996), amerikansk skådespelerska och konstnärsmodell.
- 10 juni - Hakon Ahlberg (död 1984), svensk arkitekt och grundare av Svenska Arkitekters Riksförbund (SAR).
- 19 juni - John Heartfield (död 1968), tysk pionjär inom fotomontaget.
- 21 juni - Karl Bergman (död 1965), svensk konstnär.
- 29 juni - Saga Walli (död 1975), svensk konstnär.
- 22 augusti - Jacques Lipchitz (död 1973), litauisk skulptör, verksam i Frankrike och USA.
- 25 augusti - Alberto Savino (död 1952), italiensk målare.
- 30 september - Märtha Gahn (död 1973), svensk textilkonstnär.
- 5 oktober - Axel Kulle, svensk målare och dekorationsmålare.
- 11 oktober - George Ault (död 1948), amerikansk målare.
- 15 november - Valle Rosenberg (död 1919), finländsk bildkonstnär.
- 2 december - Otto Dix (död 1969), tysk målare.
- 5 december - Aleksandr Rodtjenko (död 1956), rysk målare, fotograf, möbelformgivare och grafiker.
- 9 december - Mark Gertler (död 1939), brittisk målare.
- 26 december - Hialmar Rendahl (död 1969), svensk zoolog och konstnär.
- okänt datum - Fanny Falkner, svensk skådespelare och miniatyrmålare.
- 14 december - Ninnan Santesson (död 1969), svensk skulptör och tecknare.
- okänt datum - Gustaf Axel Berg (död 1971), svensk formgivare.

## Avlidna
- 27 januari - Jervis McEntee (född 1828), amerikansk målare.
- 9 februari - Johan Jongkind (född 1819), nederländsk målare.
- 29 mars - Georges Seurat (född 1859),  fransk målare.
- 5 september - Elie Delaunay (född 1828), fransk målare.